# 昂热 (卢瓦-谢尔省)
昂热（法語：Angé，法語發音：[ɑ̃ʒe]）是法国卢瓦-谢尔省的一个市镇，位于该省西南部，属于布卢瓦区。

## 地理
昂热（47°19'53"N, 1°14'34"E）面积17.36 平方千米，位于法国中央-卢瓦尔河谷大区卢瓦-谢尔省，该省份为法国中北部省份，北起厄尔-卢瓦省，东北接卢瓦雷省，东南接谢尔省，南至安德尔省，西南接安德尔-卢瓦尔省，西北接萨尔特省。
与昂热接壤的市镇（或旧市镇、城区）包括：塞雷拉龙德、谢尔河畔蒙图、普耶、圣于连德谢东、蒙特里沙尔-瓦勒德谢尔。

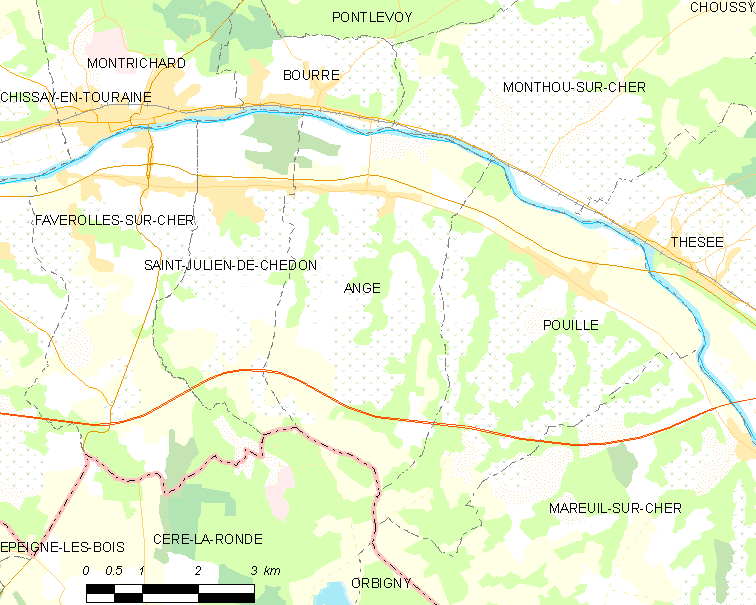
的OSM定位图

昂热的时区为UTC+01:00、UTC+02:00（夏令时）。

## 行政
昂热的邮政编码为41400，INSEE市镇编码为41002。

## 政治
昂热所属的省级选区为圣艾尼昂县。

## 人口

1962-2008年间人口变化图示

昂热于2022年1月1日时的人口数量为801人。